# في ظل العمالقة
في ظل العمالقة فلم إسرائيلي أمريكي من إنتاج أم جي أم سنة 1966م، يحاكي الفيلم قصة تأسيس دولة إسرائيل ، وكيف يواجهون أعدائهم الذين جاؤوا من الخارج ويهددون حياة السكان الأمنين (حسب تعبير الفيلم)، وكان دور البطولة كل من المملثين لكيرك دوغلاس مع حضور لجون وين وصورت في إسرائيل .

## قصة

كيرك دوغلاس

تبدأ الفيلم عن قيام بطل الفيلم بالرحلة إلى إسرائيل لمساعدة اليهود الأمريكيين وتخليصهم من أعدائهم، وقال بطل الفيلم كيرك دوغلاس بأن هذه الدولة (إسرائيل) تحاط بها 5 دول عربية مستعدة لتدمير إسرائيل ورميها في البحر لكي يحصلوا على جزءاً من الصحراء .
وبعد إعلان إسرائيل دولة يهودية، تقدم أحد الجيوش العربية من الصحراء عند الحدود المصرية لمهاجمة إسرائيل، بالإضافة إلى أنه يهاجم الجيش الأردني الذين يتحصنون في القلعة، ونجاح العملية الليلية لتدمير قاعدة عسكرية سورية ، إلا أن محاولة الإسرائيليين أضطروا للانسحاب بعد أن تلقى عددا من قتلى جنودهم من الميليشيات الإسرائيلية، وينتهي الفيلم بمقتل بطل الفيلم الأمريكي وهو يحمل الوردة أمام مسلح مجهول ، وبهذا يقوم الميليشيا الإسرائيلية بحمل قتيل بطل الفيلم إلى بلاده، وهجرة المزيد من اليهود إلى القدس.

## وصلات خارجية
- في ظل العمالقة على موقع IMDb (الإنجليزية)
- في ظل العمالقة على موقع روتن توميتوز (الإنجليزية)
- في ظل العمالقة على موقع نتفليكس (الإنجليزية)
- في ظل العمالقة على موقع ألو سيني (الفرنسية)
- في ظل العمالقة على موقع Turner Classic Movies (الإنجليزية)
- في ظل العمالقة على موقع أول موفي (الإنجليزية)
- في ظل العمالقة على موقع فيلمافينيتي (الإسبانية)
- في ظل العمالقة على موقع قاعدة بيانات الأفلام السويدية (السويدية)
- في ظل العمالقة على موقع قاعدة بيانات الفيلم (الإنجليزية)
- في ظل العمالقة على موقع ليتربوكسد (الإنجليزية)
- TV Guide
- مقطع من الفيلم السينمائي حول فيلم في ظل العمالقة على يوتيوب